# Cercle Colle
Cercle Colle – belgijski klub szachowy z siedzibą w Brukseli, ośmiokrotny mistrz kraju. W latach 1922–1932 funkcjonował pod nazwą Cercle Le Cygne.

## Historia
Klub powstał w grudniu 1922 roku w brukselskiej Café du Cygne, a jego prezesem został Tonglet, którego już rok później zastąpił baron Maurice Forgeur. Członkami klubu byli m.in. Edmond Lancel i Marcel Duchamp. Klub uczestniczył w pierwszym sezonie mistrzostw Belgii (1923 rok), zajmując trzecie miejsce, za Maccabi Antwerpia i Antwerpse SK. W tym samym roku klub współorganizował pokaz symultaniczny z udziałem Aleksandra Alechina. W roku 1924 CE Le Cygne wygrał nową kategorię mistrzostw Belgii – Championnat Mineur. W 1925 roku nowym szachistą zespołu został Victor Soultanbeieff. Rok później Le Cygne nie uczestniczył w mistrzostwach Belgii, powróciwszy do nich w 1927 roku. W 1929 roku klub ponownie nie brał udziału w mistrzostwach. W 1930 roku klub wystawił zespół w głównych mistrzostwach, z Richardem Rose'em, Simonem Silberchatzem, Louisem Ambuhlem i Paulem Devosem w składzie; uzyskano wówczas czwarte miejsce w lidze. Rok później uzyskano trzecie miejsce. W sezonie 1932 klub zdobył mistrzostwo Belgii, wyprzedzając w tabeli Maccabi Antwerpia i Antwerpse SK. Skład Le Cygne stanowili wówczas: Richard Rose, Simon Silberchatz, Noia Baron, Karfiol (Carfiol), Boruch Dyner i Alexis Jerochoff. Rok później uzyskano trzecie miejsce. W 1933 roku klub zmienił nazwę na Cercle Colle, upamiętniając zmarłego w kwietniu 1932 roku Edgarda Colle'a. W tym roku zaproszono na pokaz symultaniczny Akibę Rubinsteina. W rozgrywkach krajowych klub obronił tytuł mistrzowski.
Po II wojnie światowej klub zdobywał mistrzostwo kraju w latach 1953, 1954, 1958, 1965 i 1966. W 1972 roku Cercle Colle połączył się z CE Thibaut, tworząc Echiquier Bruxellois.